# Kleinarl
Kleinarl je obec v Rakousku. Leží ve spolkové zemi Salcbursko v okrese St. Johann im Pongau, na okraji národního parku Vysoké Taury. V roce 2012 zde žilo 768 obyvatel.
V obci se nacházejí dva památkově chráněné objekty, gotický farní kostel svatého Vavřince z roku 1443 a jeho fara. Z přírodních památek pak nad obcí leží dvě jezera, Jägersee a Tappenkarsee.

## Osobnosti
- Annemarie Moserová-Pröllová (* 27. března 1953), bývalá lyžařka
- Sepp Neumayr (* 3. dubna 1932), skladatel
- Cornelia Pröllová (* 21. ledna 1961), bývalá lyžařka

## Galerie

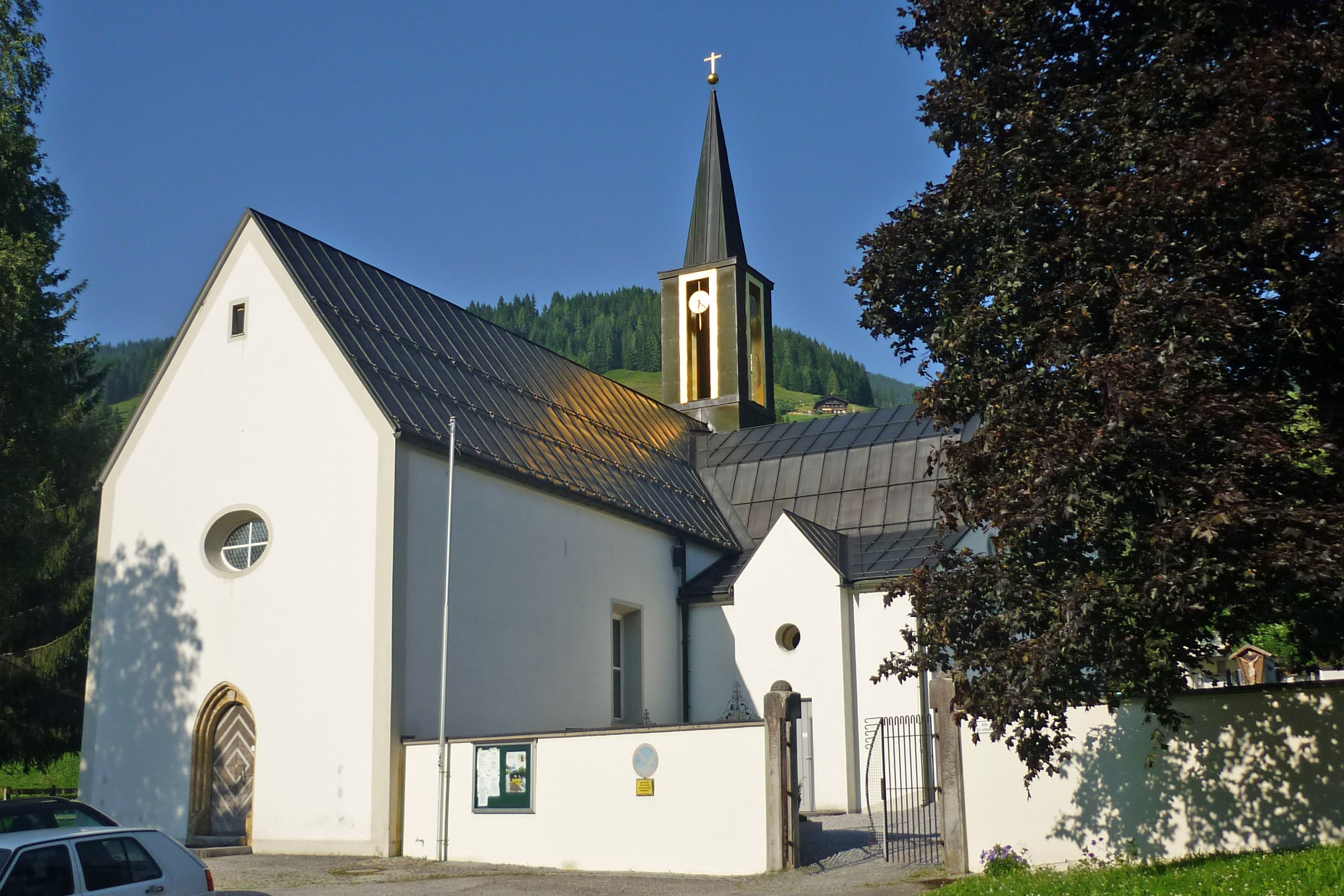
Kostel
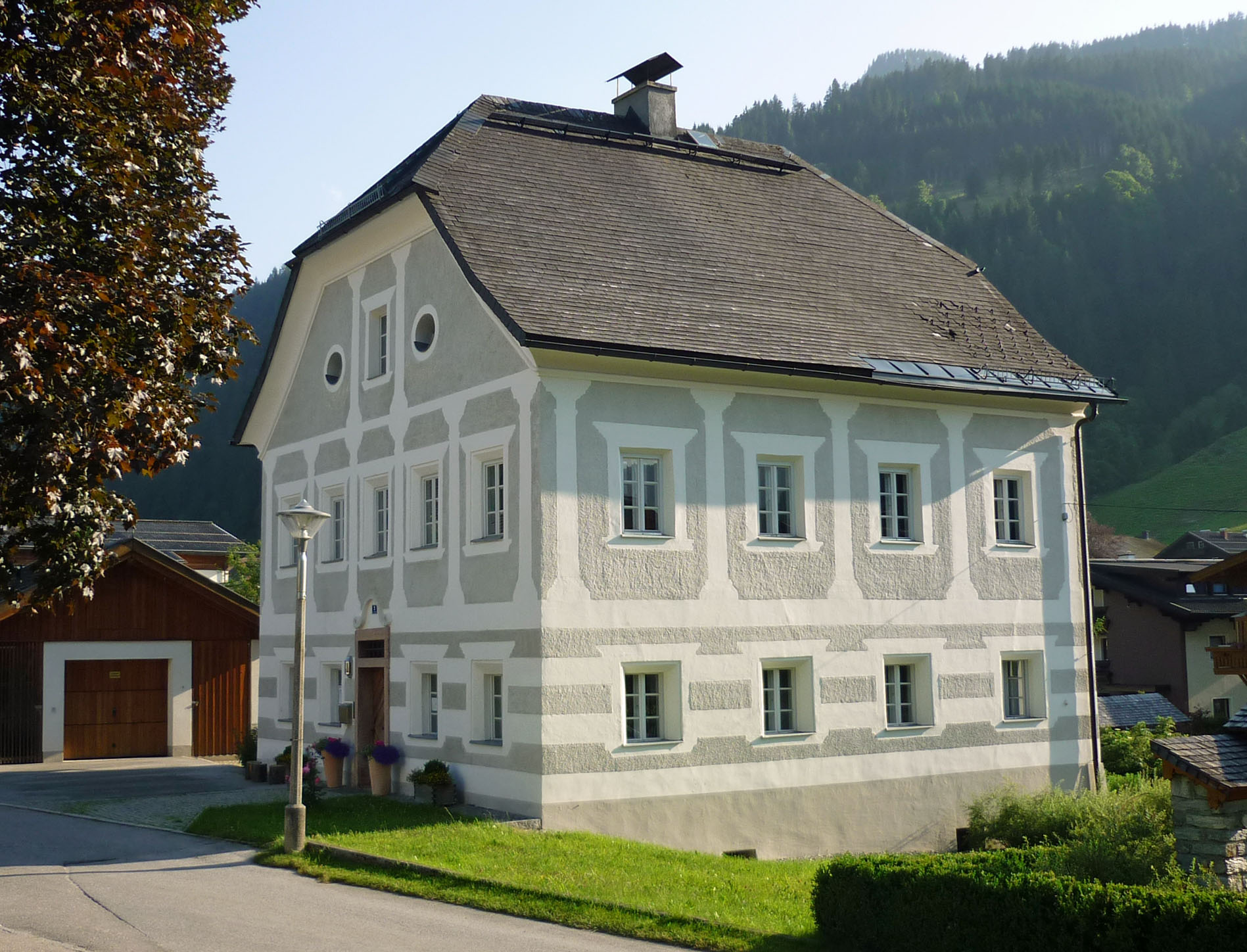
Fara
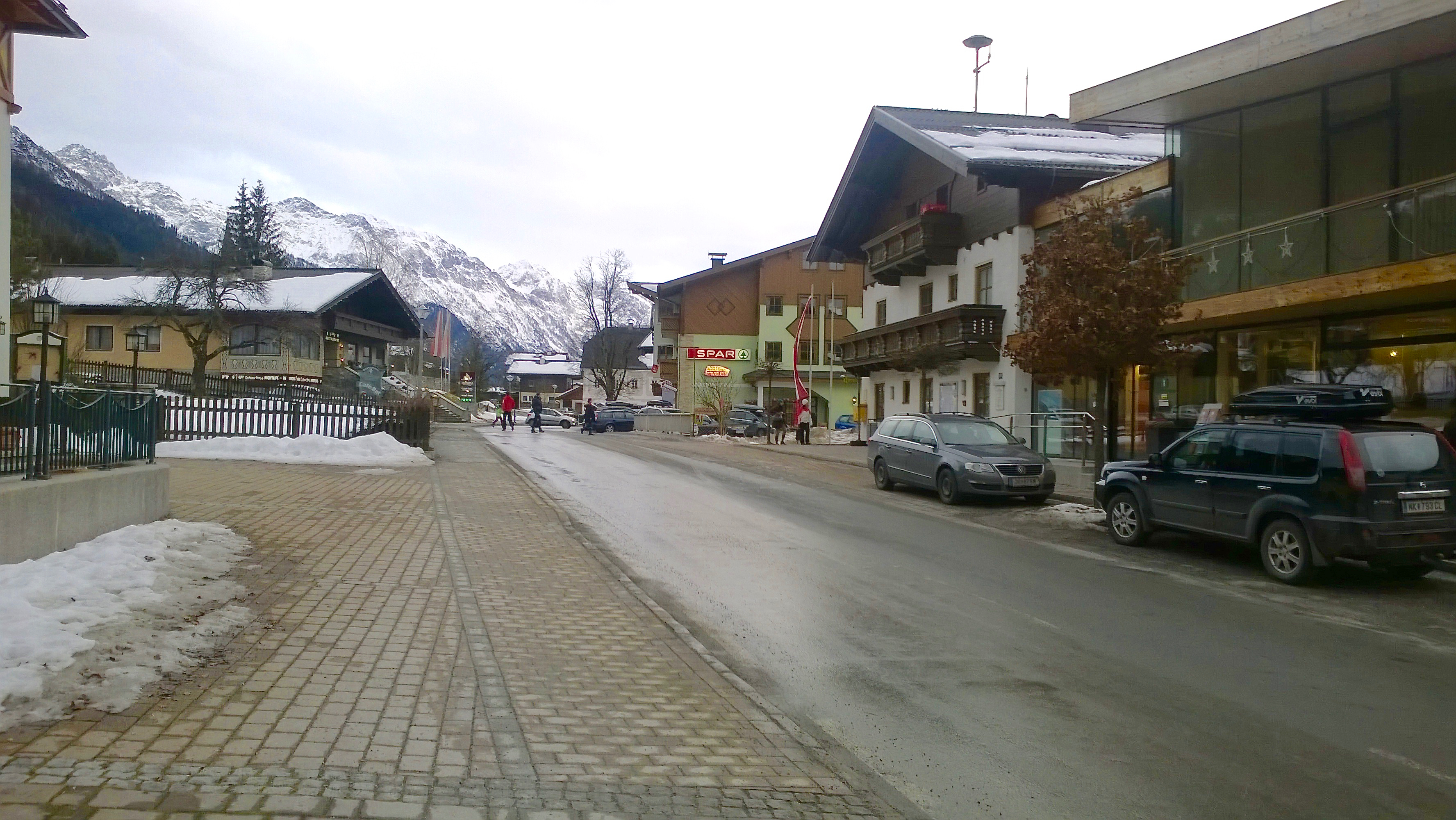
Hlavní třida